# Yasser Farag
Yasser Fathi Ibrahim Farag (arabisch ياسر فتحي إبراهيم فرج, DMG Yāsir Fatḥī Ibrāhīm Faraǧ; * 2. Mai 1984) ist ein ehemaliger ägyptischer Leichtathlet, der sich auf das Kugelstoßen spezialisiert hat und auch im Diskuswurf Erfolge feierte. Er siegte drei Mal bei Afrikaspielen und wurde 2006 Afrikameister im Kugelstoßen und zählt damit zu den erfolgreichsten Leichtathleten seines Landes.

## Sportliche Laufbahn
Erste internationale Erfahrungen sammelte Yasser Farag vermutlich im Jahr 2001, als er bei den Juniorenafrikameisterschaften in Réduit mit einer Weite von 15,44 m die Goldmedaille gewann. Anschließend gewann er bei den Jugendweltmeisterschaften in Debrecen mit 19,58 m die Silbermedaille mit der 5-kg-Kugel. Im Jahr darauf belegte er bei den Juniorenweltmeisterschaften in Kingston mit 19,49 m den siebten Platz mit der 6-kg-Kugel und verzichtete daraufhin auf einen Start im Diskusbewerb. 2003 siegte er bei den Juniorenafrikameisterschaften in Garoua mit 18,13 m erneut im Kugelstoßen und sicherte sich mit dem Diskus mit 51,87 m die Silbermedaille. Zudem belegte er im Speerwurf mit 35,58 m den fünften Platz und sicherte sich im Hammerwurf mit 28,53 m die Bronzemedaille. Anschließend belegte er bei den Arabischen Meisterschaften in Amman mit 17,44 m und 48,52 m jeweils den fünften Platz im Kugelstoßen und im Diskuswurf. Im Oktober gewann er bei den Afrikaspielen in Abuja mit 17,96 m die Bronzemedaille im Kugelstoßen hinter dem Südafrikaner Burger Lambrechts und Chima Ugwu aus Nigeria und belegte mit dem Diskus mit 55,73 m den sechsten Platz. Daraufhin belegte er bei den Afro-asiatischen Spielen in Hyderabad mit 16,65 m den siebten Platz im Kugelstoßen. Im Jahr darauf gewann er bei den Afrikameisterschaften in Brazzaville mit 18,51 m die Bronzemedaille hinter den Südafrikanern Janus Robberts und Burger Lambrechts und belegte im Diskusbewerb mit 51,10 m den vierten Platz. Daraufhin sicherte er sich bei den Panarabischen Spielen in Algier mit 18,65 m die Silbermedaille hinter dem Katarer Khalid Habash al-Suwaidi und wurde mit dem Diskus mit 51,68 m Vierter. 2005 belegte er bei den erstmals ausgetragenen Islamic Solidarity Games in Mekka mit 17,65 m den vierten Platz im Kugelstoßen und gelangte im Diskusbewerb mit 56,14 m auf Rang fünf. Anschließend belegte er bei den Mittelmeerspielen in Almería mit 55,38 m den siebten Platz im Diskuswurf und erreichte im Kugelstoßen mit 17,36 m Rang neun. Daraufhin gewann er bei den Arabischen Meisterschaften in Radès mit 18,06 m die Silbermedaille im Kugelstoßen hinter dem Katarer Khalid Habash al-Suwaidi und sicherte sich mit dem Diskus mit 55,20 m die Bronzemedaille hinter seinem Landsmann Omar Ahmed el-Ghazaly und Sultan Mubarak al-Dawoodi aus Saudi-Arabien. Im Jahr darauf siegte er bei den Afrikameisterschaften in Bambous mit 18,93 m im Kugelstoßen und gewann im Diskusbewerb mit 54,38 m die Silbermedaille hinter seinem Landsmann Omar Ahmed el-Ghazaly. Anschließend belegte er beim IAAF World Cup in Athen mit 18,23 m den achten Platz im Kugelstoßen.
2007 gewann er bei den Arabischen Meisterschaften in Amman mit 18,70 m die Silbermedaille im Kugelstoßen hinter dem Kuwaiter Ahmad Gholoum und sicherte sich auch im Diskusbewerb mit 59,71 m die Silbermedaille hinter seinem Landsmann Omar Ahmed el-Ghazaly. Anschließend siegte er bei den Afrikaspielen in Algier mit 19,20 m mit der Kugel und gewann im Diskusbewerb mit 61,58 m die Silbermedaille hinter el-Ghazaly. Ende November gewann er dann bei den Panarabischen Spielen in Kairo mit 19,42 m die Bronzemedaille im Kugelstoßen hinter dem Katarer Khalid Habash al-Suwaidi und Sultan al-Habashi aus Saudi-Arabien und sicherte sich mit dem Diskus mit 56,76 m die Bronzemedaille hinter Sultan Mubarak al-Dawoodi aus Saudi-Arabien und Ahmed Mohamed Dheeb aus Katar. Im Jahr darauf gewann er bei den Afrikameisterschaften in Addis Abeba mit 17,39 m die Silbermedaille im Kugelstoßen hinter seinem Landsmann Mostafa Abdul el-Moaty und im Diskuswurf gewann er mit 56,06 m die Silbermedaille hinter dem Südafrikaner Hannes Hopley. Daraufhin nahm er im Kugelstoßen an den Olympischen Sommerspielen in Peking teil und schied dort mit 18,42 m in der Qualifikationsrunde aus. 2009 gewann er bei den Mittelmeerspielen in Pescara mit 61,07 m die Bronzemedaille mit dem Diskus hinter dem Spanier Frank Casañas und Ercüment Olgundeniz aus der Türkei und belegte im Kugelstoßen mit 18,56 m den siebten Platz. Anschließend schied er bei den Weltmeisterschaften in Berlin mit 18,69 m in der Vorrunde im Kugelstoßen aus, ehe er bei den Spielen der Frankophonie in Beirut mit 18,09 m und 59,56 m jeweils die Silbermedaille gewann. Daraufhin gewann er bei den Arabischen Meisterschaften in Damaskus mit 18,29 m und 59,31 m jeweils die Bronzemedaille. Im Jahr darauf verpasste er bei den Hallenweltmeisterschaften in Doha mit 18,06 m den Finaleinzug im Kugelstoßen und im Juli gewann er bei den Afrikameisterschaften in Nairobi mit 58,71 m die Silbermedaille im Diskusbewerb hinter seinem Landsmann Omar Ahmed el-Ghazaly. 2011 siegte er mit 19,73 m und 63,20 m bei den Afrikaspielen in Maputo und anschließend siegte er bei den Panarabischen Spielen in Doha mit 19,44 m im Kugelstoßen und gewann im Diskuswurf mit 60,47 m die Silbermedaille hinter dem Katarer Rashid Shafi al-Dosari. 2012 gewann er bei den Afrikameisterschaften in Porto-Novo mit 59,61 m die Silbermedaille im Diskuswurf hinter dem Südafrikaner Victor Hogan und im Kugelstoßen sicherte er sich mit 18,78 m die Bronzemedaille hinter den Südafrikanern Burger Lambrechts und Orazio Cremona. Im Jahr darauf gewann er bei den Arabischen Meisterschaften in Doha mit 18,84 m die Silbermedaille im Kugelstoßen hinter dem Kuwaiter Meshari Suroor Saad und belegte mit dem Diskus mit 59,31 m den vierten Platz. Anschließend belegte er bei den Mittelmeerspielen in Mersin mit 19,25 m und 59,72 m jeweils den sechsten Platz, ehe er bei den Islamic Solidarity Games in Palembang mit 17,23 m den fünften Platz im Kugelstoßen belegte und im Diskusbewerb mit 56,01 m auf Rang sechs gelangte. 2014 klassierte er sich bei den Afrikameisterschaften in Marrakesch mit 52,82 m auf dem fünften Platz im Diskuswurf und beendete daraufhin seine aktive sportliche Karriere im Alter von 30 Jahren.
In den Jahren von 2004 bis 2007 sowie 2009 wurde Farag ägyptischer Meister im Kugelstoßen sowie 2009 auch im Diskuswurf.

## Persönliche Bestleistungen
- Kugelstoßen: 19,97 m, 6. Mai 2009 in Kairo
- Diskuswurf: 63,20 m, 11. September 2011 in Maputo